# جون بلاندل
جون بلاندل (بالإنجليزية: John Blundell)‏ هو اقتصادي بريطاني، ولد في 9 أكتوبر 1952 في كونجليتون في المملكة المتحدة، وتوفي في 22 يوليو 2014.